# Скандийдирений
Скандийдирений — бинарное неорганическое соединение
рения и скандия
с формулой Re2Sc,
кристаллы.

## Получение
- Сплавление стехиометрических количеств чистых веществ:

{\displaystyle {\mathsf {2\ Re+Sc\ {\xrightarrow {2030^{o}C}}\ Re_{2}Sc}}}

## Физические свойства
Скандийдирений образует кристаллы
гексагональной сингонии,
пространственная группа P 63/mmc,
параметры ячейки a = 0,5271 нм, c = 0,8592 нм, Z = 4,
структура типа дицинкмагния MgZn2  (фаза Лавеса)
.
Соединение образуется по перитектической реакции при температуре 2030°С.
При температуре 4,2 К соединение переходит в сверхпроводящее состояние
.